# افزایش سطح آب دریاها

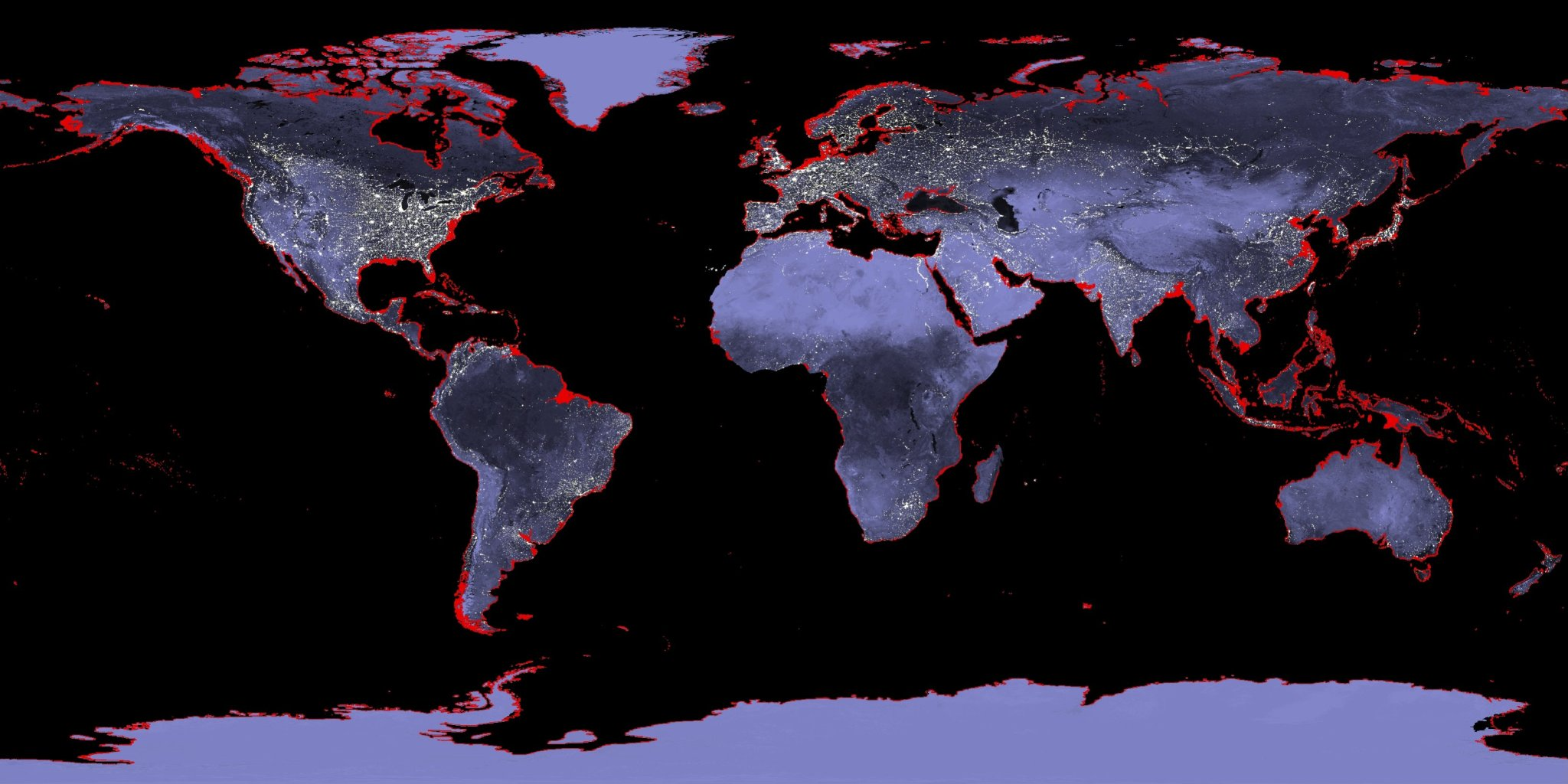
نقشهٔ جهان در حالی که سطح آب دریاها شش متر افزایش پیدا کرده باشد. مناطقی که با رنگ سرخ مشخص شده مناطقی است که با افزایش شش متری آب به زیر آب خواهند رفت.

خیزِ تراز دریاها از اوایل قرن ۲۰ آغاز شد. بین سال‌های ۱۹۰۰ و ۲۰۱۶، میانگین تراز دریا ۱۶–۲۱ سانتی‌متر افزایش یافت. اطلاعات دقیق‌تر جمع‌آوری‌شده از اندازه‌گیری‌های رادارهای ماهواره‌ای بیانگر شتاب میزان بالا آمدن به اندازهٔ ۷٫۵ سانتی‌متر از سال ۱۹۹۳ تا ۲۰۱۷ بود، : 1554  یعنی تقریباً ۳۰ سانتی‌متر در هر قرن. این شتاب بیشتر به دلیل گرم‌شدن کرهٔ زمین ناشی از فعالیت‌های انسان است که منجر به انبساط حرارتی آب دریا و ذوب‌شدن یخسارها و یخچال‌های طبیعی می‌شود. بین سال‌های ۱۹۹۳ و ۲۰۱۸، انبساط حرارتی اقیانوس‌ها ۴۲٪ در افزایش سطح دریاها نقش داشته: ذوب‌شدن یخچال‌های طبیعی ۲۱٪؛ گرینلند ۱۵٪ و جنوبگان ۸٪. : 1576  دانشمندان اقلیم انتظار دارند این سرعت در قرن ۲۱ بیشتر شود. : 62 
افزایش دمای کرهٔ زمین باعث ذوب‌شدن یخ‌های قطبی می‌شود که نتیجهٔ این اتفاق خیزِ تراز دریا خواهد بود. به‌طور مثال: بخش بزرگی از کوه یخ لارسن بی در سال ۲۰۰۲ در جنوبگان جدا شد؛ یا بعد از ۳٬۰۰۰ سال تودهٔ یخ عظیم واردهانت در سال ۲۰۰۳ در اقیانوس شمالگان فرورفت.

## تغییر تراز دریا در گذر زمان
افت و خیزهای دمای هوا در ۳٬۰۰۰ سال گذشته به تغییر سطح آب اقیانوس‌ها منجر شده است؛ مثلاً، وقتی که بین سال‌های ۱۰۰۰ تا ۱۴۰۰ میلادی، دمای جهانی ۰٫۲ درجهٔ سانتی‌گراد کم شده بود، تراز دریا هم به اندازهٔ ۸ سانتی‌متر پایین آمد. اما در قرن بیستم میلادی سطح آب اقیانوس‌ها ۱۴ سانتی‌متر بالا آمده است. محققان می‌گویند که حداقل نصف این افزایش به خاطر تغییرات اقلیمی ناشی از فعالیت‌های انسانی است. آن‌ها همچنین اضافه می‌کنند که به احتمال زیاد در این قرن، سطح آب دریا بین ۰٫۲۴ تا ۱٫۳ متر دیگر بالا خواهد آمد. این نتایج با بررسی ۲۴ منطقه در نقاط مختلف جهان و اندازه‌گیری سطح آب دریاها در مکان‌ها و زمان‌های مختلف به دست آمده است. از آنجا که هیچ تاریخچهٔ مکتوبی از سطح آب دریا وجود ندارد، دانشمندان مجبور شدند به مطالعهٔ صدف جاندارانی به نام «روزن‌داران» روی بیاورند. روزن‌داران، جانداران تک‌سلولی هستند که در مرداب نمک‌زارها زندگی می‌کنند. این مرداب‌ها در مرز میان زمین و دریا قرار دارند، به همین دلیل می‌توانند معیار خوبی برای مشاهدهٔ تغییرات سطح آب دریا باشند. در این مطالعهٔ جدید، زمین‌شناسان از این مرداب‌ها هسته‌های رسوب استخراج کرده و سپس به دقت تعداد و انواع گونه‌های مختلف روزنه‌داران (foraminifera) را در لایه‌های مختلف ثبت کردند (هسته‌های رسوب منابعی بسیار گران‌قیمت و منحصر به فرد هستند که ارزش علمی بسیار زیادی دارند. مطالعهٔ آن‌ها اطلاعاتی دربارهٔ تغییرات اقلیمی و وضعیت اقیانوس‌ها در گذشته فراهم می‌کند)

## یخ‌های روی زمین
با در نظر گرفتن دو لایه بزرگ یخی روی زمین، یکی در قطب جنوب و دیگری در گرینلند، یخ‌های روی کره زمین در مجموع بیش از ۱۵ میلیون کیلومتر مربع وسعت دارند. اگر تمام یخ‌های کره زمین ذوب شوند، سطح اقیانوس‌ها حدود ۶۵ متر بالاتر می‌آید و در نتیجه بسیاری از شهرهای اروپایی، مانند بروکسل و ونیز و لندن و استانبول زیر آب خواهند رفت. در آفریقا و خاورمیانه نیز داکار، آکرا، جده از بین می‌روند. میلیون‌ها نفر در آسیا، در شهرهایی مانند بمبئی، پکن و توکیو، مجبور می‌شوند که به جایی امن نقل مکان کنند. آمریکای جنوبی، با شهرهایی مانند ریو دو ژانیرو و بوئنوس آیرس خداحافظی خواهد کرد. در ایالات متحده، شهرهایی از جمله هیوستون، سانفرانسیسکو و نیویورک به آرامی در دریا ناپدید می‌شوند. بسیاری از مناطق پرجمعیت آمریکا، به شدت تحت تأثیر افزایش سطح آب دریاها و اقیانوس‌ها قرار خواهند گرفت.

## زیرآب رفتن شهرها و سواحل و جزایر
سکونتگاه ۵۰۰ تا ۸۰۰ میلیون نفر در جهان به زیر آب می‌رود. پژوهشگران پیش‌بینی کرده‌اند که بیشترین آسیب ناشی از به زیر آب رفتن شهرهای ساحلی در یک قرن آینده بر قاره‌های آسیا و اقیانوسیه وارد می‌شود و بخصوص کشورهای کوچک جزیره ای این مناطق و البته سایر نقاط دنیا، در آینده ای نه چندان دور بخش عمده ای از زمین خود را از دست خواهند داد. هشت منطقه از ده منطقه اصلی که در معرض غرق شدن بر اثر افزایش سطح آب دریاها قرار دارند، در آسیا واقع شده‌اند. تقریباً ۶۰۰ میلیون نفر در جهان در شهرهایی زندگی می‌کنند که بر اثر افزایش سطح آب‌های آزاد در ۳۰ سال آینده آسیب خواهند دید. بیشتر این شهرها نیز در کشورهای چین، هند، ویتنام و اندونزی قرار گرفته‌اند که در معرض افزایش طولانی مدت سطح آب دریا هستند. در حال حاضر تقریباً ۳۸۵ میلیون نفر در خشکی‌هایی زندگی می‌کنند که حتی اگر انتشار گازهای گلخانه ای محدود شود، بازهم تحت تأثیر تبعات ناشی از جزر و مد شدید آب دریاها قرار خواهند گرفت. در این میان اگر افزایش دمای هوای کره زمین در ۳۰ سال آینده به ۱٫۵ درجه محدود شود، افزایش سطح آب دریاهای آزاد بر زمین‌هایی اثر می‌گذارد که امروزه ۵۱۰ میلیون نفر ساکن آن هستند.

## زیر آب رفتن شهرهای مهم
جاکارتا، هیوستون، لاگوس، نیواورلئان، واشینگتن، پکن، توکیو و استانبول به زیر آب خواهند رفت.
می‌توان انتظار داشت که تا صدسال آینده در مناطق مختلف شاهد بالا آمدن سطح آب بین ۴۰ تا ۶۰ سانتی‌متر باشیم. مسئله فرونشست زمین به‌دلایل طبیعی مختلفی همچون زلزله و فرسایش رخ می‌دهد؛ اما فعالیت‌های انسانی نقشی بسیار جدی دارند. با افزایش جمعیت میزان استخراج از آب‌های زیرزمینی شدت گرفته است. از طرفی کشورهای مختلف در حال استخراج گسترده منابع نفت و گاز و اکتشاف منابع مختلف هستند. از طرفی با مشکل تغییرات اقلیمی طرف هستیم که باعث می‌شوند یخ‌های قطب جنوب با سرعت بسیار زیادی آب شوند و سطح آب اقیانوس‌ها بالا بیاید. هفت شهر مهم که در معرض رفتن به زیر آب رفتن هستند:

### جاکارتا در اندونزی
جاکارتا پایتخت اندونزی است و در ساحل شمال غربی جزیره جاوه قرار دارد. جاوه بیشترین جمعیت را در میان جزیره‌های جهان در خود جای داده است؛ اما با مشکل جدی آب شیرین مواجه است. همین نیز باعث شده که افراد زیادی به حفر چاه‌های عمیق رو بیاورند و باعث شدت گرفتن فرونشست زمین شوند.
دولت اندونزی نمی‌تواند آب مورد نیاز برای ۹ میلیون نفر ساکن این شهر را تأمین کند و البته باید نیاز میلیون‌ها فردی که به‌صورت روزانه برای کار به‌این شهر می‌آیند را نیز در نظر گرفت. همین نیز باعث شده که مقامات اندونزی در فکر ترک شهر و انتخاب پایتختی جدید باشند. آنها می‌خواهند یک شهر جدید به‌نام Nusantara را در فاصله ۱۳۰۰ کیلومتری از پایتخت فعلی ایجاد کنند. البته ساخت شهر نیز آغاز شده است.
در حال حاضر نیز سیل‌های ویرانگر ساکنان جاکارتا را آزار می‌دهند. البته ۴۰ درصد از شهر زیر سطح دریا قرار دارد و برخی افزایش سطح آب دریای جاوه را یکی از عوامل زیر آب رفتن شهر می‌دانند. در هر حال جاکارتا با سرعت ۳۰٫۵ سانتی‌متر در سال در حال فرونشست است و به‌زودی شهری مدرن زیر دریاها خواهیم داشت.

### نیویورک در آمریکا
نیویورک یکی از شهرهای پیشرفته و جذاب جهان است که جمعیت زیادی را در خود جای داده است. همچنین درون این شهر بیش از یک میلیون ساختمان وجود دارد که وزن آنها به حدود ۷۶۲ میلیارد کیلوگرم می‌رسد. هرچند که جمعیت زیاد و وزن ساختمان‌ها عامل اصلی رفتن شهر نیویورک به زیر آب نیست.
در واقع نیویورک داستان بسیار جالبی دارد و به حرکت صفحات تکتونیکی زمین مربوط می‌شود. کره زمین دوره‌های مختلف یخبندان و گرمایش را تجربه کرده است. میلیون‌ها سال پیش نیز زمین دوره گرمایش را تجربه کرد که در نتیجه آن حتی آب‌های مناطق قطبی چندین درجه گرمتر از حالت فعلی شدند.
در نتیجه این اتفاق شکوفایی جلبکی رخ داد و بستر دریا با رسوبات سست، جلبک و فسیل جانداران بسیار ریز پوشانده شد. مدتی بعد نوبت به عصر یخبندان رسید تا لایه‌های ضخیم و محکم روی لایه پیشین شکل بگیرد. بخش مرکزی آمریکا نیز یکی از همین مناطق بود. هرچند آمریکا برای همیشه یک منطقه کم‌جمعیت باقی نماند و میزبان سازه‌ها و جمعیت بسیار زیادی شد.
همین‌ها نیز باعث شدند که فشار زیادی علاوه بر لایه‌های یخی به صفحه تکتونیکی آن منطقه وارد شود و لایه‌های زیرین پایین‌تر روند. در واقع پایین‌تر رفتن بخش مرکزی سبب شد که مناطق کناری همچون نیویورک بالاتر از حالت طبیعی باشند. هرچند که گرمایش مجدد زمین شرایط را برعکس کرده است و لایه‌های یخی زیرین در حال آب شدن هستند. همین هم باعث شده که فشار تا حد زیادی از روی صفحه تکتونیکی برداشته شود.
وقتی فشار از روی صفحه برداشته می‌شود، صفحه ورم می‌کند و بیشتر از حالت عادی بالا می‌آید. این اتفاق دقیقاً در بخش‌های مرکزی آمریکا در حال رخ دادن است و باعث شده است که بخش‌های کناری به‌سمت پایین بروند. بررسی‌های زمین‌شناسان نشان می‌دهد که هر سال شهر نیویورک ۱ تا ۲ میلی‌متر به‌خاطر صفحات تکتونیکی زمین و ۳ تا ۴ میلی‌متر به‌خاطر افزایش سطح آب دریا، به‌رفتن زیر آب نزدیک‌تر می‌شود.
بدین‌ترتیب می‌توان انتظار داشت که تا صدسال آینده در مناطق مختلف شاهد بالا آمدن سطح آب بین ۴۰ تا ۶۰ سانتی‌متر باشیم. این اتفاق یک فاجعه تمام‌عیار خواهد بود.

### بانکوک در تایلند
بانکوک پایتخت تایلند است و هرساله میلیون‌ها گردشگر را به‌خود جلب می‌کند. این شهر همچنین میزبان حدود ۱۰٫۹ میلیون نفر است. شهر بانکوک همیشه با مشکل سیل مواجه بوده است و حتی پنجاه سال پیش نیز دیدن کانال‌های آب درون خیابان‌ها و خانه‌های آسیب‌دیده صحنه‌ای کاملاً رایج بود.
هرچند که موج مدرنیته به این شهر نیز رسید و بافت سنتی جای خود را به دنیای جدید با ساختمان‌های بلند داد. طبیعتاً جمعیت زیاد با ساختمان‌های سنگین فشار زیادی به زمین وارد می‌کنند و خاک رس این منطقه نیز هر روز فشرده‌تر می‌شود. مشکل دیگر اهالی پایتخت تایلند استخراج آب‌های زیرزمینی است که باعث فرونشت هرچه بیشتر زمین می‌شود.
بانکوک نیز همانند سایر شهرهای بندری جهان از مشکل گرمایش جهانی و افزایش سطح آب دریا تأثیر می‌پذیرد. هرچند به‌باور کارشناسان این عامل در برابر سایر عوامل رفتن شهر بانکوک به زیر آب، چندان مهم نیست. پیش‌بینی می‌شود که تا سال ۲۰۵۰ سیل‌های ویرانگر به‌بخش زیادی از بانکوک آسیب بزنند و زندگی را مختل کنند.

### روتردام در هلند
شهر بندری روتردام نیز از جمله مکان‌هایی است که نسل‌های آینده احتمالاً نخواهند دید. این شهر با سرعت ۱٫۵ سانتی‌متر در سال در حال فرونشست است و حتی در حال حاضر نیز تا حد زیادی زیر سطح دریا قرار دارد. هرچند که مقامات هلندی توانسته‌اند با برخی اقدامات موقت تا حدودی از شهر و ساکنان آن محافظت کنند.
مشکل رفتن شهر روتردام به زیر آب نه به استخراج آب‌های زیرزمینی مربوط می‌شود و نه صفحات تکتونیک در آن نقشی دارند. بلکه مقصر اصلی آسیاب‌های معروف این شهر هستند. برای قرن‌ها ساکنان این شهر از این آسیاب‌ها برای خشک‌کردن پوده‌زارها استفاده کردند. پوده‌زار نام نوع خاصی از زمین‌های باتلاقی است که کربن را به‌شکل پوده جدا می‌کند. خشک کردن این مناطق سبب شده که زمین با حداکثر سرعت ۸ سانتی‌متر در سال فرونشست کند.
البته عوامل دیگری نیز حضور دارند و همین باعث می‌شود سرعت فرورفتن شهر روتردام در آب بسیار بیشتر شود. کارشناسان حتی هشدار داده‌اند که تا سال ۲۰۵۰ احتمالا سطح آب اطراف شهر بین ۱۴ تا ۴۷ سانتی‌متر بالاتر خواهد آمد. با این شرایط آیا تا ۱۰۰ سال دیگر اثری از این شهر باقی می‌ماند؟

### هوستون در آمریکا
هوستون در ایالت تگزاس در نزدیکی خلیج مکزیک قرار دارد و فرونشست شدید زمین را تجربه می‌کند. البته این شهر روی دلتای یک رود ساخته شده است و چندان ارتفاع زیادی ندارد؛ بنابراین مشکل اصلی همچون جاکارتا استفاده بیش از حد از سفرهاهای آب زیرزمینی است.
از سال ۱۹۱۷ و همزمان با افزایش جمعیت مصرف آب نیز بسیار بیشتر شده است و بخش‌هایی از هوستون حتی تا ۳ متر فرونشست زمین را تجربه کرده‌اند. هنگامی که سفره‌های آب زیرزمینی تخلیه می‌شوند، شن و ماسه باقی‌مانده به‌صورت فشرده در می‌آیند و زمین دچار فرونشست می‌شود. وقتی هم که چنین چیزی پیش آمد، دیگر راه درمانی وجود ندارد.
البته مقامات تگزاس تمام تلاش خود را به‌کار گرفته‌اند تا با صرفه‌جویی در مصرف آب و تصفیه آن شرایط را بهبود بخشیده و از رفتن شهر هوستون به زیر آب جلوگیری کنند. هرچند تلاش‌های آنها صرفاً سبب کاهش سرعت این فاجعه شده‌اند؛ زیرا علاوه بر مشکل سفره‌های آب زیرزمینی استخراج نفت نیز این مشکل را تشدید می‌کند. متأسفانه در مورد دوم نمی‌توان کاری کرد.

### ویرجینیا بیچ در آمریکا
ایالت ویرجینیا در ساحل شرقی آمریکا قرار دارد و شهر ویرجینیا بیچ نیز با سرعت زیادی در حال رفتن به زیر آب است. دلایل بسیار زیادی در مشکل این شهر دست به‌دست هم داده‌اند. از طرفی گرمایش زمین باعث بالا آمدن صفحه تکتونیک در بخش مرکزی آمریکا شده و طبیعتاً شهرهایی که در مرزهای آمریکا قرار دارند، پایین‌تر رفته‌اند.
از طرف دیگر شاهد استخراج بی‌رویه از سفره‌های آب زیرزمینی هستیم که باعث فرونشست زمین می‌شوند. آب شدن یخ‌های قطبی و بالا آمدن سطح آب دریاها نیز مشکل این شهر را دوچندان کرده است. با وضعیت کنونی، کارشناسان پیش‌بینی می‌کنند که تا سال ۲۰۵۰ سطح آب در اطراف ویرجینیا بیچ حدود ۶۰ سانتی‌متر بالا بیاید.

### ونیز در ایتالیا
وقتی صحبت از رفتن یک شهر به زیر آب می‌شود، ناخودآگاه نام ونیز ایتالیا به ذهن انسان می‌رسد. این شهر در قرن پنجم میلادی به‌صورت رسمی ایجاد شد و حالا نیز میزبان حدود ۷۰۰ هزار نفر است. همچنین اگرچه هر ساله حدود ۲۰ میلیون گردشگر برای دیدن ونیز به ایتالیا سفر می‌کنند، این شهر با سرعت ۰٫۲ سانتی‌متر در حال رفتن به زیر آب است.
کارشناسان برداشت بی‌رویه از سفره‌های آب زیرزمینی و وجود ساختمان‌های سنگین که برای قرن‌ها عامل فشرده‌سازی خاک زیرین بوده‌اند را از عوامل تأثیرگذار می‌دانند. هرچند عامل اصلی صفحه تکتونیکی است که ونیز روی آن قرار دارد. این صفحه نه‌تنها باعث غرق کردن این شهر می‌شود، بلکه آن را نامتعادل نیز خواهد کرد. حتی در حال حاضر نیز بخش غربی این شهر نسبت به بخش شرقی کمی بالاتر است.

## زیر آب رفتن جزیره‌های مهم
جزایری که تا ۸۰ سال دیگر ناپدید می‌شوند:
جزایر سلیمان، گروهی شامل حدود هزار جزیره در اقیانوس آرام هستند که به آرامی در دریا فرومی‌روند. در واقع سطح دریا از سال ۱۹۹۳، هر سال ۸ میلیمتر افزایش می‌آید. دریا آنقدر سریع بالا می‌آید که شهر چویسول تنها ۲ متر بالاتر از سطح دریاست و شهر جدیدی در حال ساخت است تا ساکنانش به آنجا منتقل شوند. طبق مقاله‌ای که در سال ۲۰۱۶ منتشر شد، پنج جزیره از جزایر سلیمان تاکنون ناپدید شده‌اند.
مجمع الجزایر زیبا و محبوب مالدیو در اقیانوس هند تفریحگاه‌های سرسبز و هتل‌های زیر آبی زیادی دارد، اما کم‌کم به‌طور کلی زیر آب می‌رود. ارتفاع کم جزیره آن را نسبت به بالا آمدن سطح دریا حساس‌تر کرده است. طبق پیش‌بینی‌های فعلی، این کشور تا سال ۲۱۰۰ کاملاً زیر آب می‌رود. در سال ۲۰۰۹ رئیس‌جمهور این کشور برای جلب توجه به این فاجعه قریب‌الوقوع، جلسه‌ای را زیر آب برگزار کرد.
سطح دریا در پالائو، واقع در اقیانوس آرام جنوبی از سال ۱۹۹۳ هر سال ۸٫۸۹ میلیمتر بالا آمده است، یعنی حدود سه برابر متوسط جهانی. و انتظار می‌رود تا سال ۲۰۹۰ حدود ۶۱ سانتیمتر دیگر هم بالا برود. ساکنان می‌گویند هنگام جزر و مد، خانه‌هایشان را آب می‌گیرد و باید به کشور دیگری مهاجرت کنند. حتی عروس‌های دریایی مشهور این جزیره نیز در حال ناپدید شدن هستند، که احتمالاً به دلیل تغییرات آب و هوایی است.
میکرونزی کشوری واقع در اقیانوس آرام است که از ۶۰۷ جزیره تشکیل شده است. مساحت ۷۰۰ کیلومتر مربعی آن با کوه‌ها، درختان، تالاب‌ها و سواحل پر شده است. به دلیل بالا آمدن سطح دریا، چندین جزیره از این کشور در سال‌های اخیر ناپدید شده‌اند و بقیه به شدت کوچک شده‌اند.
جزایر فیجی واقع در اقیانوس آرام ارتفاع کمی از سطح دریا دارند و نسبت به تغییرات سطح اقیانوس حساس هستند. روستای Vunidogoloa اولین جایی بود که به دلیل افزایش سریع سطح دریا به جای جدیدی منتقل شد. در چند دهه اخیر، چند روستا ۱۵–۲۰ متر از خط ساحلی خود را از دست داده‌اند. پیش‌بینی می‌شود تا سال ۲۰۵۰، سطح دریا ۴۳ سانتیمتر افزایش یابد. افزایش دمای افیانوس هم بر صخره‌های مرجانی تأثیر می‌گذارد و باعث سفید شدن مرجان‌ها می‌شود و آن‌ها را نسبت به بیماری آسیب‌پذیر می‌کند.
نخست‌وزیر تووالو، یک کشور دور افتاده در اقیانوس آرام، اعلام کرد که افزایش سطح دریا و حوادث شدیدتر آب و هوایی، یک تهدید برای جمعیت این کشور هستند. دولت تووالو این کشور را یکی از آسیب پذیترین جاهای زمین نسبت به افزایش سطح دریا می‌داند که می‌تواند برای ۱۰ هزار سکنه‌اش فاجعه آفرین باشد.
جزیره سیشل در ساحل شرقی آفریقا، در مقایسه با ۶۰۰۰ سال گذشته، افزایش بی‌سابقه‌ای در سطح دریا را تجربه می‌کند. با توجه به اینکه ۸۵ درصد از توسعه این کشور در خط ساحلی آن قرار دارد، بالا آمدن سطح دریا می‌تواند یک تهدید بزرگ باشد. تنها یک متر افزایش سطح دریا می‌تواند بسیاری از جزایر کم ارتفاع و مناطق ساحلی مسکونی آن را بپوشاند و ۷۰ درصد از مساحت این جزیره را کاهش دهد.
قرار است همه کسانی که در این جزیره واقع در اقیانوس آرام زندگی می‌کنند، آن را تخلیه کنند. رئیس‌جمهوری کریباتی در سال ۲۰۱۲ به دنبال خرید زمین در فیجی به عنوان «بیمه تغییرات آب و هوایی» برای ساکنان این جزیره بود. او گفته که کشورش تا سال ۲۰۵۰ غیرقابل سکونت خواهد شد.
جزایر کوک در نزدیکی نیوزیلند یکی دیگر از مجموعه جزایری است که تحت تأثیر بالا آمدن سطح آب دریاست. پیش‌بینی می‌شود تا سال ۲۰۹۰ سطح دریا ۵۵ سانتیمتر افزایش یابد و به جاده‌ها، پل‌ها، بنادر و … آسیب بزند و ساکنان و گردشگری این منطقه را تحت تأثیر قرار دهد.
پلینزی فرانسه یکی از مقاصد گردشگری محبوب است. اما در صد سال آینده، احتمالاً ناپدید خواهد شد. پیش‌بینی می‌شود که ۳۰ درصد از جزایر آن تا پایان قرن زیر آب خواهند رفت. دولت تصمیم دارد به جای رفتن به یک کشور دیگر، برای ساکنان، جزایر شناور در نزدیکی تاهیتی بسازد.
حتی ایالات متحده هم تحت تأثیر افزایش سطح دریاهاست. جزیره تانگیر در فاصله ۲۰ کیلومتری ساحل شرقی ویرجینیا، تنها با قایق و هواپیما قابل دسترسی است. این جزیره از خیابان‌های باریک، سواحل طبیعی، فروشگاه‌های جذاب تشکیل شده است. با این حال، بیش از ۶۰ درصد از این جزیره از سال ۱۸۵۰ از دست رفته و انتظار می‌رود تا ۲۵ و ۵۰ سال آینده زیر آب برود.
جزایر مارشال، گروهی از جزایر بین هاوایی و استرالیا هستند که با صخره‌های مرجانی و مردم خونگرم شناخته می‌شوند. سطح آب در جزایر مارشال ۷ میلیمتر در سال بالا می‌رود که تقریباً دو برابر متوسط جهانی است. پیش‌بینی می‌شود که تا سال ۲۰۳۰، سطح آب ۱۹ سانتیمتر بالاتر برود و موجب جریان‌های طوفانی و سیل شود.
جزیره کوچک شیشمارف، آلاسکا با تنها ۶۵۰ نفر جمعیت در ۵۰ سال اخیر به تدریج زیر آب رفته و از سال ۱۹۹۷، ۳۰ متر کوچک شده است. پیش‌بینی می‌شود این جزیره در ۲۰ سال آینده کاملاً ناپدید شود. یکی از ساکنان جزیره می‌گوید به دلیل زیر آب رفتن زمین‌ها، مجبور شده ۱۳ بار خانه خود را عوض کند.

## اثرات در کانادا
گرمایش زمین بسیاری از شهرها و جزیره‌ها و سواحل کانادا را به زیر آب می‌برد. آب شدن یخچال‌های طبیعی کانادا و ۲ میلیارد پناهنده بیشتر. یخچال‌های طبیعی کانادا به سرعت در حال آب شدن است و باعث بالا آمدن آب اقیانوس‌ها می‌شود. نشریه تحقیقات محیط زیست Environmental Research Letters گزارشی بر اساس نتایج تحقیق گروهی از پژوهشگران دانشگاه کالیفرنیا، در شهر ارواین، منتشر کرده که نشان می‌دهد از سال ۲۰۰۵ تا ۲۰۱۵ مساحت یخچال‌های طبیعی ذوب شده در جزیره «ملکه الیزابت»، در قطب شمال، ۹ برابر شده است. داده‌های آماری این پژوهش که از سال ۱۹۹۱ تا ۲۰۱۵ گردآوری شده تأیید می‌کند دلیل ذوب شده یخ‌ها، گرم شدن هوای منطقه است. حدود %۲۰ از مجموع مساحت یخ‌زده کره زمین در کشور کانادا قرار دارد. این کشور سومین مسئول تغییرات سطح آب اقیانوس‌ها شناخته شده است. مارتین شارپ، یکی از یخچال‌شناس‌های دانشگاه آلبرتا، که در تحقیق مورد اشاره مشارکت نداشته، تأیید کرده است که سطح آب اقیانوس‌ها و دریاهای باز، تا پنجاه سال آینده، تا نیم متر بالاتر می‌رود. چنین وضعیتی باعث جابه‌جایی گروه‌های عظیم جمعیتی و افزایش خطر توفان‌ها و گردبادها خواهد شد. استاد دانشگاه آلبرتا گفته است دومیلیارد انسان هم‌اکنون در کناره آب‌ها و فاصله دومتری از دریا زندگی می‌کنند و بحران کنونی پناهجویان در جهان، در مقابل تعداد پناهجویانی که براثر بالا آمدن سطح آب‌های جهان آواره خواهند شد، هیچ است.

## اثرات در ترکیه
هشدار دانشمندان حاکی است که تا ۱۰۰ سال آینده بخش بزرگی از استانبول زیر آب می‌رود. بر اساس این گزارش بناهای تاریخی بسیاری از جمله دلماباغچه و کاخ بیلربی نیز زیر آب خواهد رفت. در شهر ازمیر نیز مناطق تاریخی کوردون و آلاچاتی نیز تحت تأثیر قرار گرفته و بخشهایی از آنها زیر آب می‌روند. آنها در گزارشی که به عنوان نتایج تحقیقات ۳ ساله خود منتشر کردند، هشدار دادنند در صورتیکه در نتیجه گرمایش زمین و آب شدن یخچالها و یخهای قطبی آب دریاها فقط یک متر بالا بیاید، ۱۲۰ کیلومتر مربع از شهر استانبول که هم‌اکنون بیش از ۶ میلیون نفر از ساکنان این شهر را در خود جای داده است، زیر آب می‌رود. یک سد جدید عظیم در شمال شرقی ترکیه شروع به پر کردن مخزن خود کرده و شهر یوسف‌علی را با وجود سال‌ها اعتراض مردم محلی و فعالان زیست‌محیطی به آرامی زیر آب می‌برد. ۷۰۰۰ نفر از ساکنان شهر یوسف‌علی توسط دولت ترکیه به بلوک‌های آپارتمانی تازه‌ساخت نزدیک منتقل شده‌اند. یاسین آکگول عکاسی هفته گذشته از یوسف‌علی بازدید کرد و تصاویری از مردم محلی را ثبت کرد که نظاره‌گر بلعیده شدن زادگاه خود هستند.

## اثرات در روسیه
روسیه سالانه ۷۰ کیومتر مربع از اراضی خود در شمال کشورش (منطقه آرکیتیک) را در اثر بالا آمدن سطح دریاها از دست می‌دهد.

## اثرات در اقیانوسیه
به گزارش Climate Central، کشورهای جزیره‌ای مانند جزایر مارشال، مالدیو، نائورو، تووالو و کیریباتی که با افزایش سطح دریا تهدید می‌شوند، تا سال ۲۱۰۰ کاملاً به زیر آب خواهند رفت:

## اثرات در ایران
ایران به دلیل داشتن پوسته ضخیم و سطح ارتفاع بالا و همین‌طور کوهستانی و مرتفع بودن خود، آسیب بسیار اندکی از بالا آمدن آب دریاها خواهد دید. در خصوص خلیج فارس و دریای کاسپین نظرات متفاوتی موجود است که حتی ممکن است سطح آب به دلیل گرما و تبخیر بیشتر پایین‌تر هم بیاید. با این حال بخش وسیعی از امارات و بحرین و قطر و سواحل عربستان به دلیل سطح ارتفاعی پایین ممکن است به زیر آب روند. بخشی از جزایر ایران و جلگه کم ارتفاع خوزستان در ایران و عراق ممکن است دچار مشکل شود. با این حال خسارت عراق به دلیل جلگه ای بودن اطراف رودهای دجله و فرات بسیار بیش از ایران است. در شمال ایران هم در صورت بالا آمدن سطح آب بخش‌های اندکی از ایران زیر آب می‌رود ولی بخش فراوانی از جلگه کم ارتفاع جمهوری آذربایجان و شهر باکو زیر آب خواهد رفت.

## اثرات در اندونزی
یافته‌های دانشمندان بدنبال تغییرات آب و هوایی نشان می‌دهد در صورت ادامه این روند یک هزار و ۵۰۰ جزیره اندونزی تا سال ۲۰۵۰ از روی نقشه جهان محو می‌شوند. اندونزی از ۱۷ هزار و ۵۰۸ جزیره تشکیل شده است که دانشمندان پیش‌بینی کرده‌اند با ادامه روند تغییرات آب و هوایی یکهزار و ۵۰۰ جزیره آن تا سال ۲۰۵۰ نابود شود. شش هزار جزیره اندونزی مسکونی است. پیش‌بینی دانشمندان نشان می‌دهد در صورت ادامه روند تغییرات آب و هوایی فرودگاه سوکارنو هاتا که در جاکارتا، پنج کیلومتری ساحل و در ارتفاع ۱۰ متری از سطح دریا واقع است نیز تا سال ۲۰۳۰ زیر آب می‌رود. براساس این پیش‌بینی‌ها ۴۰ درصد از زمین‌های اندونزی بویژه در مناطق شمالی آن زیر آب رفته و به دریاچه تبدیل می‌شود. به نوشته جاکاتا پست، 'آنچا سرینیواسان' متخصص تغییرات آب و هوایی و مرتبط با بانک توسعه آسیا معتقد است در صورتی که ۹۰ سانتیمتر آب دریا تا پایان قرن بالا بیاید ۴۲ میلیون نفر از جمعیت اندونزی که در سه کیلومتری از ساحل زندگی می‌کنند در معرض آسیب خواهند بود. دانشمندان معتقدند تغییرات آب و هوایی زمین زنگ خطر را برای اندونزی با ۸۰ هزار کیلومتر خط ساحلی که دومین و طولانی‌ترین خط ساحلی جهان است به صدا درآورده است.'جان کری ' وزیر امور خارجه اندونزی نیز که در ماه جاری میلادی به اندونزی سفر کرد در سخنانی به این موضوع پرداخت و گفت که اگر سطح آب دریا نیم متر افزایش یابد نیمی از جاکارتا پایتخت اندونزی می‌تواند به زیر آب فرو برود. شرکت 'مپلکرافت' انگلستان که در زمینه تغییرات آب و هوایی تحقیق کرده است در گزارشی تأکید دارد مناطق زیادی از اندونزی در معرض خطر قرار دارد. این مؤسسه براساس یافته‌ها اعلام کرده است وقایع آب و هوایی تاکنون یک بار در هر ۱۰۰ سال رخ می‌داده است و در حال حاضر بیشتر اتفاق می‌افتد مگر اینکه تغییرات آب و هوایی تحت کنترل قرار گیرد. اطلاعات وزارت شیلات و توسعه منابع دریایی اندونزی نشان می‌دهد ۲۴ جزیره این کشور طی سال‌های ۲۰۰۵ تا ۲۰۰۷ ناپدید شده‌اند. در جریان سونامی سال ۲۰۰۴ میلادی در استان آچه نیز سه جزیره اندونزی به زیر آب دریا فرورفت. سیل‌هایی که در طول فصل بارانی در اندونزی جاری می‌شود هم‌اکنون سنگین تر از روند معمول گذشته است و دانشمندان آن را ناشی از جریان گرم شدن زمین و رطوبت بیشتر هوا می‌دانند. در استان سولاوسی جنوبی اندونزی نیز ماهیگیران دیگر قادر به پیش‌بینی جهت باد و فصل نیستند و این عامل، فصل صید آن‌ها را به هم ریخته است. دانشمندان پیش‌بینی کرده‌اند بدنبال انتشار گازهای گلخانه ای در اندونزی تا سال ۲۰۸۰ میلادی این کشور ۴۰۰ هزار کیلومتر مربع از زمین‌های خود را از دست بدهد. بررسی‌های یک مؤسسه انگلیسی نشان می‌دهد از هر ۹۲ جزیره کوچک دورتر از جزایر اصلی اندونزی که بخش عمده ای از نیازهای اقتصادی این کشور را تأمین می‌کنند، هشت جزیره در معرض خطر قرار دارند.

## جزایر اقیانوس هند
مردم کشور مالدیو نگران این مهم هستند که آیا کشور آنها به زودی بر اثر گرم شدن کرهٔ زمین و آب شدن یخ‌های دریایی به زیر آب خواهد رفت؟ دولت مردان جزیرهٔ مالدیو اعلام کرده‌اند که آب اقیانوس هند تا پایان سال ۲۰۲۰ تماماً به وسیلهٔ کربن احاطه خواهد شد و ۱۲۰۰ جزیرهٔ کم ارتفاع این اقیانوس در معرض خطر زیر آب فرورفتن قرار خواهند گرفت.

## کشورهای در معرض خطر زیاد
با توجه به طول ساحل، سطح ارتفاع از دریا و میزان وسعت و جمعیت درگیر با بالا آمدن سطح دریاها کشورهای ایالات متحده آمریکا، کانادا، روسیه، چین، هند، اندونزی، تایلند، استرالیا، برزیل و بنگلادش بیش ترین مخاطرات را خواهند داشت. همین طور کشورهای کوچک جزیره ای با ارتفاع کم در خطر محو شدن از روی نقشه دنیا هستند. در این راستا مالدیو از هم اکنون طرح جزیره شناور را در دست ساخت دارد. با این حال این روش های مقابله بسیار پرهزینه و زمان بر و محدود هستند.